# Sukumar Azhikode

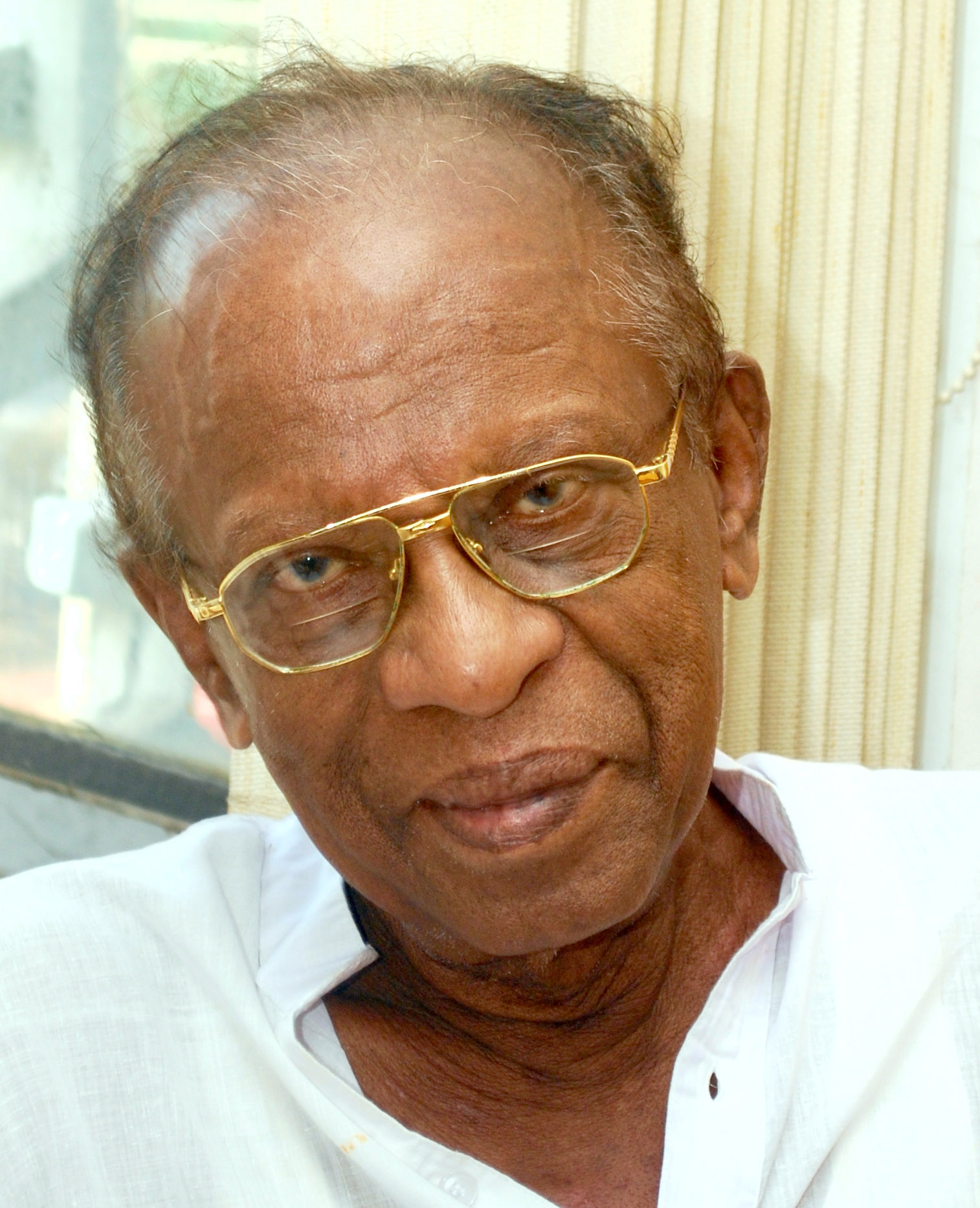
Sukumar Azhikode

Sukumar Azhikode (26 de maio de 1926 - 24 de janeiro de 2012) foi um escritor, crítico e orador indiano e que foi reconhecido por suas contribuições à língua malaiala e ideias sobre filosofia indiana. Ele era um erudito em sânscrito, malaiala, e inglês.
Azhikode era solteiro e morava em Eravimangalam, perto de Thrissur, estado de Kerala. Morreu em 24 de Janeiro de 2012, aos 85 anos, em Thrissur por motivo de câncer.

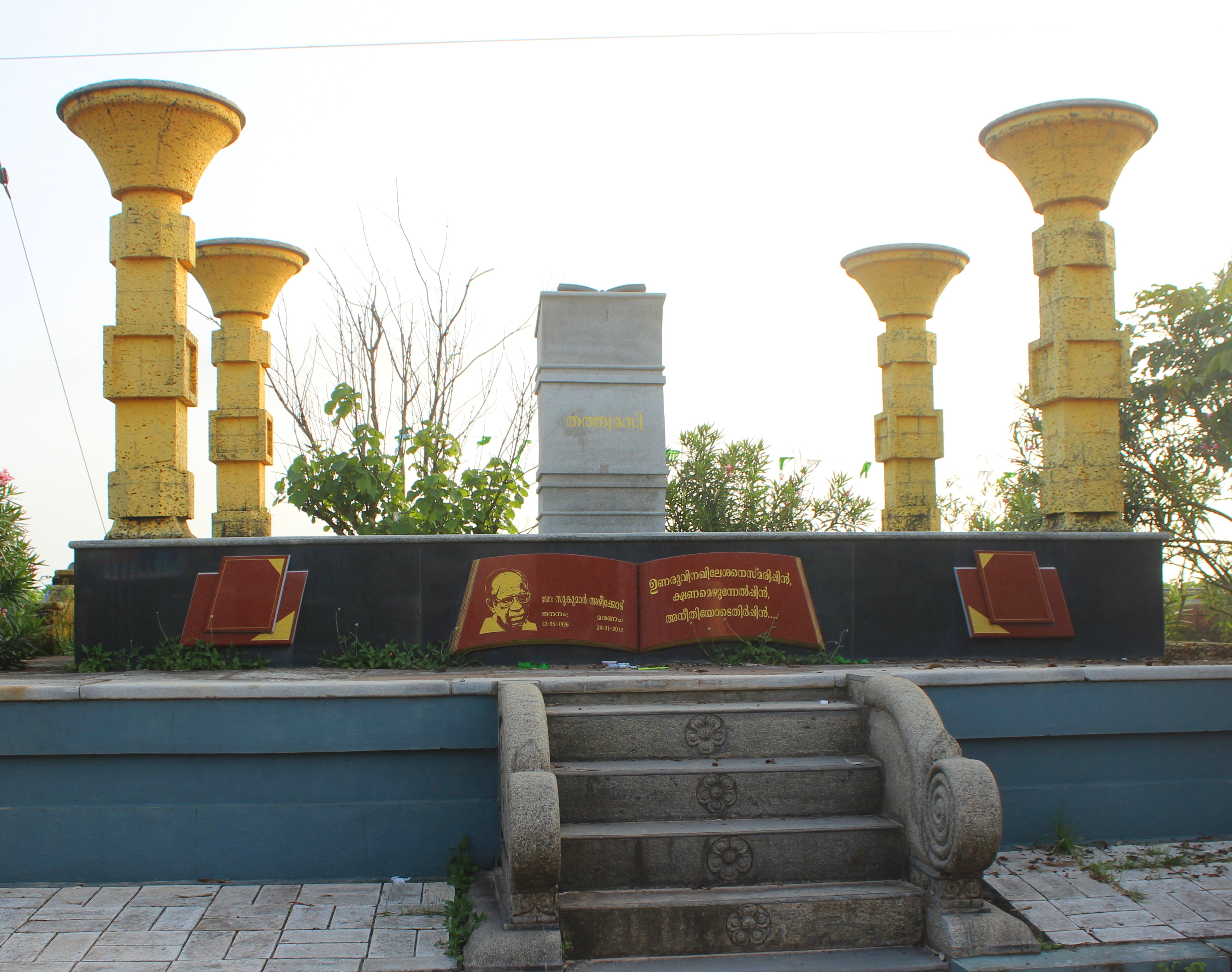
Sukumar Azhikode Memorial Payyambalam